# Maria del Carmen Bousada de Lara
María del Carmen Bousada de Lara (née le 5 janvier 1940 à Cadix et morte le 11 juillet 2009 à El Puerto de Santa María) est une Espagnole qui a connu la notoriété dans le monde entier en tant que mère la plus âgée du monde quand, à l'âge de 66 ans, elle a donné naissance à deux enfants le 29 décembre 2006 grâce à la fécondation in vitro. Elle défendait avec passion le droit à la maternité tardive et s’est trouvée par conséquent au cœur de violents débats d'éthique.
Les jumeaux Christian et Pau sont nés avant terme par césarienne, les deux garçons ne pesaient à leur naissance que 1 600 grammes.
María del Carmen a reconnu avoir menti aux médecins du Pacific Fertility Center de Los Angeles en Californie au sujet de son âge véritable quand elle a demandé de bénéficier d’une fécondation in vitro (FIV). Elle a prétendu n’avoir que 55 ans, ce qui correspond justement au plafond d'âge admis par l’hôpital pour une FIV. Au moment de la naissance de ses deux enfants Bousada était la mère la plus âgée du monde au témoignage des documents disponibles. Elle dépassait ainsi le record d'âge établi en 2005 par la mère roumaine Adriana Iliescu. Deux ans plus tard, Omkari Panwar, une femme de 70 ans, de l'État fédéral indien d'Uttar Pradesh, aurait elle aussi donné naissance à des jumeaux ; toutefois son âge n’a jamais pu être confirmé officiellement. Par la suite, en 2008, des cas de mères ayant accouché à 77 et 78 ans ont été rapportés.
María del Carmen est morte le 11 juillet 2009 des suites d’un cancer des ovaires dû probablement au traitement hormonal massif pendant la FIV. Le jour de sa mort, ses fils n’avaient que deux ans et demi.